# Liechtensteinisches Landesmuseum

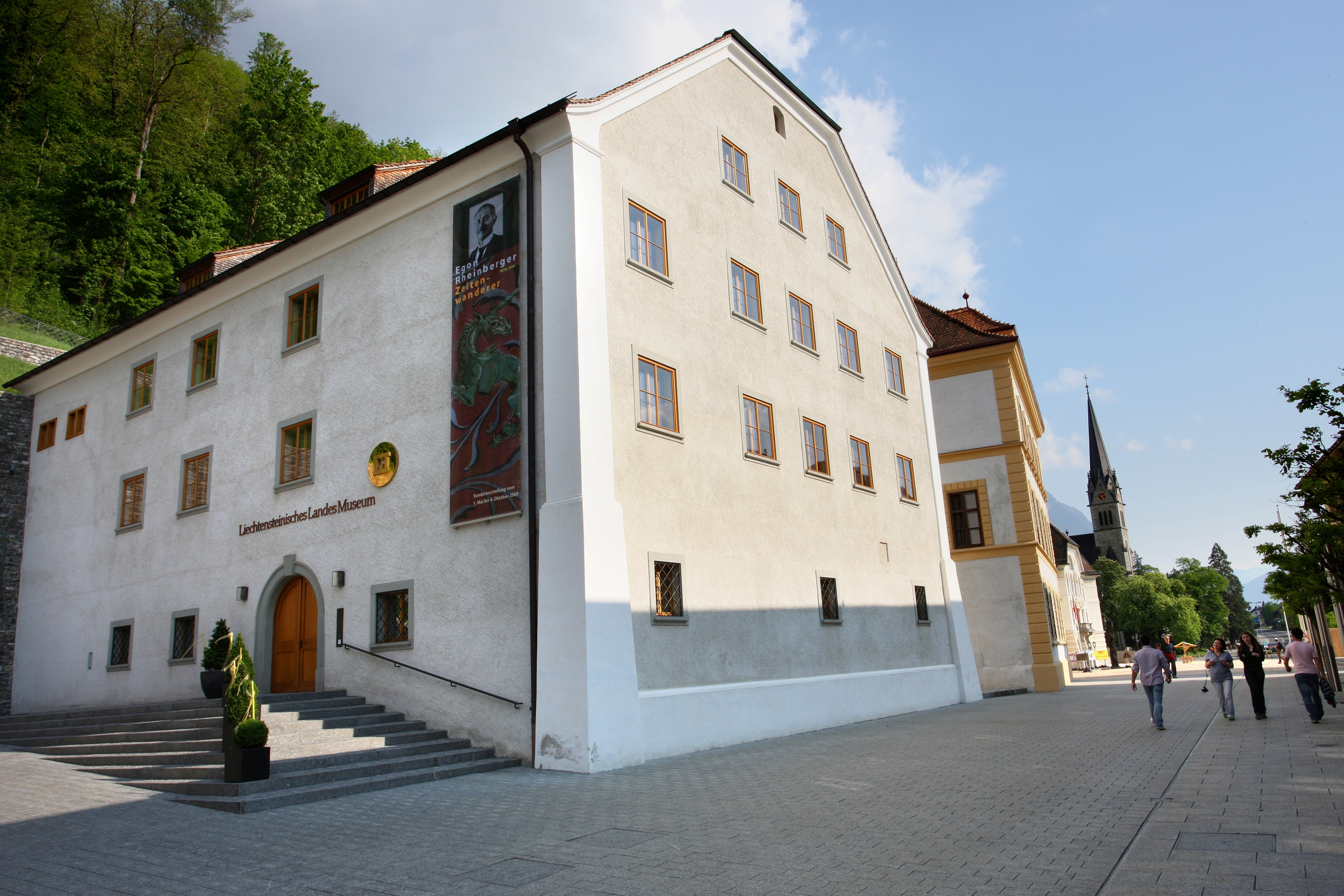
Das Liechtensteinische Landesmuseum in Vaduz (2009)

Das Liechtensteinische Landesmuseum (Eigenschreibweise: Liechtensteinisches LandesMuseum) ist eine öffentlich-rechtliche Stiftung des Fürstentums Liechtenstein, die die Geschichte sowie die Landes- und Naturkunde von Liechtenstein präsentiert. Das Museum umfasst am Hauptsitz in Vaduz zwei historische Gebäude und einen Neubau. Angegliedert an das Landesmuseum ist ausserdem das Postmuseum und die Schatzkammer Liechtenstein in Vaduz sowie ein in der Gemeinde Schellenberg gelegenes bäuerliches Wohnmuseum. 

## Geschichte
Die Gründung des Museums wurde Ende des 19. Jahrhunderts durch Fürst Johann II. initiiert und vom Landesverweser Friedrich Stellwag von Carion ausgeführt. Ziel war es, sowohl Kulturgüter, die für die Geschichte Liechtensteins wichtig waren, als auch archäologische Funde im Land, vor dem Verkauf zu bewahren und stattdessen zu sammeln und, zum Teil auch im Sinne einer nationalen Identitätsstiftung, für die Zukunft zu bewahren. 1894 wurde ein erstes Sammlungsinventar durch von Carion angelegt, deren Objekte im damals noch nicht von der fürstlichen Familie bewohnten Schloss Vaduz ausgestellt wurden. 1901 wurde der Historische Verein für das Fürstentum Liechtenstein gegründet, der das Museum förderte und betreute. Während der Renovation des Schlosses Vaduz zur fürstlichen Residenz zog die Sammlung 1905 in das neue Regierungsgebäude in Vaduz um, wo sie 1926 wieder ausgelagert wurde.
1929 verlegte man die Sammlung wieder ins Schloss Vaduz. Nach dem Umzug der fürstlichen Familie nach Vaduz 1938 wurden die Objekte in verschiedenen Gebäuden untergebracht. 1954 wurde die Sammlung schliesslich in die oberen Stockwerke des Neubaues der Liechtensteinischen Landesbank verlegt und zu Pfingsten eröffnet. 1966 musste die Sammlung aber wieder in verschiedene Häuser ausgelagert werden. Am 15. April 1972 wurde das Museum dann in der ehemaligen Herrschaftlichen Taverne zum Adler im Zentrum von Vaduz wiedereröffnet. Im Mai 1972 übernahm die neugegründete Stiftung Liechtensteinisches Landesmuseum die Trägerschaft des Museums. Aufgrund massiver Schäden an der Bausubstanz des Museums durch nahe gelegene Baumassnahmen musste die Sammlung 1992 wieder ausgelagert und das Museum geschlossen werden. Nach der Errichtung des Bäuerlichen Wohnmuseums 1994 als Aussenstelle in Schellenberg konnten Teile der Sammlung wieder öffentlich präsentiert werden. 1999 wurde mit der Erweiterung und Renovation des Liechtensteinischen Landesmuseums begonnen, und am 28. November 2003 erfolgte die Einweihung.
Direktoren
Seit der Neueröffnung der Sammlung des Historischen Vereins für das Fürstentum Liechtenstein als Liechtensteinisches Landesmuseum im April 1972 obliegt die Leitung des Museums der Direktion. Zuvor waren Konservatoren aus den Reihen des Vereins für die Sammlungen zuständig.  
- Felix Marxer, 1972 bis 1987[3]
- Norbert W. Hasler, 1987 bis 2011[3]
- Rainer Vollkommer, April 2011 bis Mai 2023
- Alexander Muxel, interimistisch Mai 2023 bis Mai 2024[4]
- Andrea Kauer Loens, seit Mai 2024[5]

## Räumlichkeiten
Das Landesmuseum umfasst am Hauptstandort zwei Altbauten und einen Neubau, die baulich miteinander verbunden sind.

### Taverne und Zollstation
Dendrochronologische Untersuchungen haben gezeigt, dass die Baugeschichte des Gebäudes bis ins Jahr 1438 zurückgeht. Der Kernbau bestand aus einem zweigeschossigen und unterkellerten Massivbau. In der Folgezeit wurde das Gebäude als Taverne genutzt und ging schliesslich 1712 in den Besitz der Fürsten von Liechtenstein über. Anschliessend wurde zusätzlich eine Zollstation eingerichtet, die bis ins Jahr 1852 betrieben wurde. Von 1865 bis 1905 war das Gebäude Sitz der Landesregierung. 1933 wurde es in Privatbesitz übergeben und 1967 vom Land Liechtenstein erworben. In den Jahren 1968 bis 1970 wurde das Gebäude schliesslich umfassend umgebaut, um eine Nutzung als Museum zu ermöglichen.

### Verweserhaus

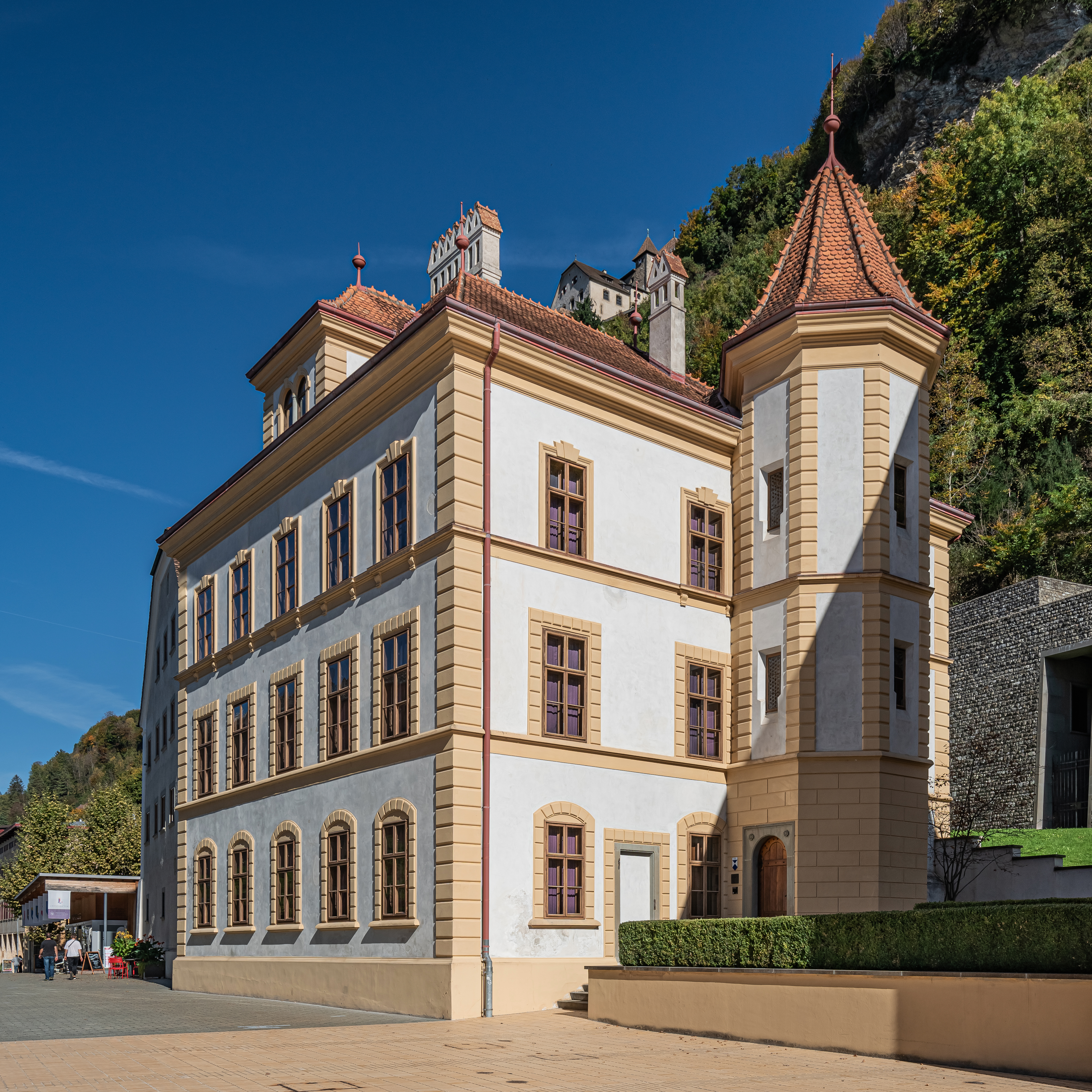
Das Liechtensteinische Landesmuseum im ehemaligen Verweserhaus

Baugeschichtliche Untersuchungen weisen darauf hin, dass die Ursprünge des Gebäudes auf das 12. bis 14. Jahrhundert zurückgehen. Der Bau besass zunächst die Form eines Wohnturmes mit trapezförmigem Grundriss, der schliesslich im 14. Jahrhundert zur heutigen Grundfläche ausgebaut worden war. Von 1594 bis 1712 und von 1775 bis 1918 diente das Gebäude dem Landvogt bzw. Landesverweser als Wohnsitz und bis 1865 auch als dessen Amtssitz. Von 1857 bis 1862 war es zudem Tagungsort des Ständelandtages.
In den Folgejahren wurde das Gebäude umfassend umgebaut und erhielt 1896 sein heutiges Erscheinungsbild. Im Jahr 1922 schenkte der damalige Landesfürst Johann II. das Bauwerk dem Land Liechtenstein, sodass es schliesslich als Bürogebäude verschiedener Ämter der Landesverwaltung genutzt wurde. Von 1999 bis 2003 wurde das Gebäude umgebaut und wird seither zu Ausstellungszwecken des Landesmuseums genutzt.

### Erweiterungsbau
In den Jahren 1999 bis 2003 wurde neben den Altbauten ein Neubau errichtet, der in den östlich anschliessenden Berghang eingebaut wurde. Seither beherbergt der Erweiterungsbau eine naturkundliche Ausstellung und die Sonderausstellungen.

## Sammlungen
Die Sammlungen umfassen in erster Linie Objekte aus der liechtensteinischen und der regionalen Geschichte. Das Zeitspektrum reicht dabei von archäologischen Funden aus der Jungsteinzeit bis in die Neuzeit und umfasst sowohl Gebrauchsgegenstände wie Waffen oder land- und alpwirtschaftliche Geräte als auch Kunstgegenstände sowie Orden oder Ehrenzeichen. Bedeutend ist auch das aus der Pfarrkirche in Bendern stammende Benderer Fastentuch, das hier im Original gezeigt wird. Seit der Eröffnung des Erweiterungsbaus im Jahr 2003 werden zudem auch Exponate einer naturkundlichen Sammlung, vor allem Flora und Fauna aus dem Alpengebiet, ausgestellt. Seit 2019 werden unter dem Titel „IndustrieWelt Liechtenstein“ auch industriegeschichtliche Aspekte beleuchtet.

## Ausstellungen

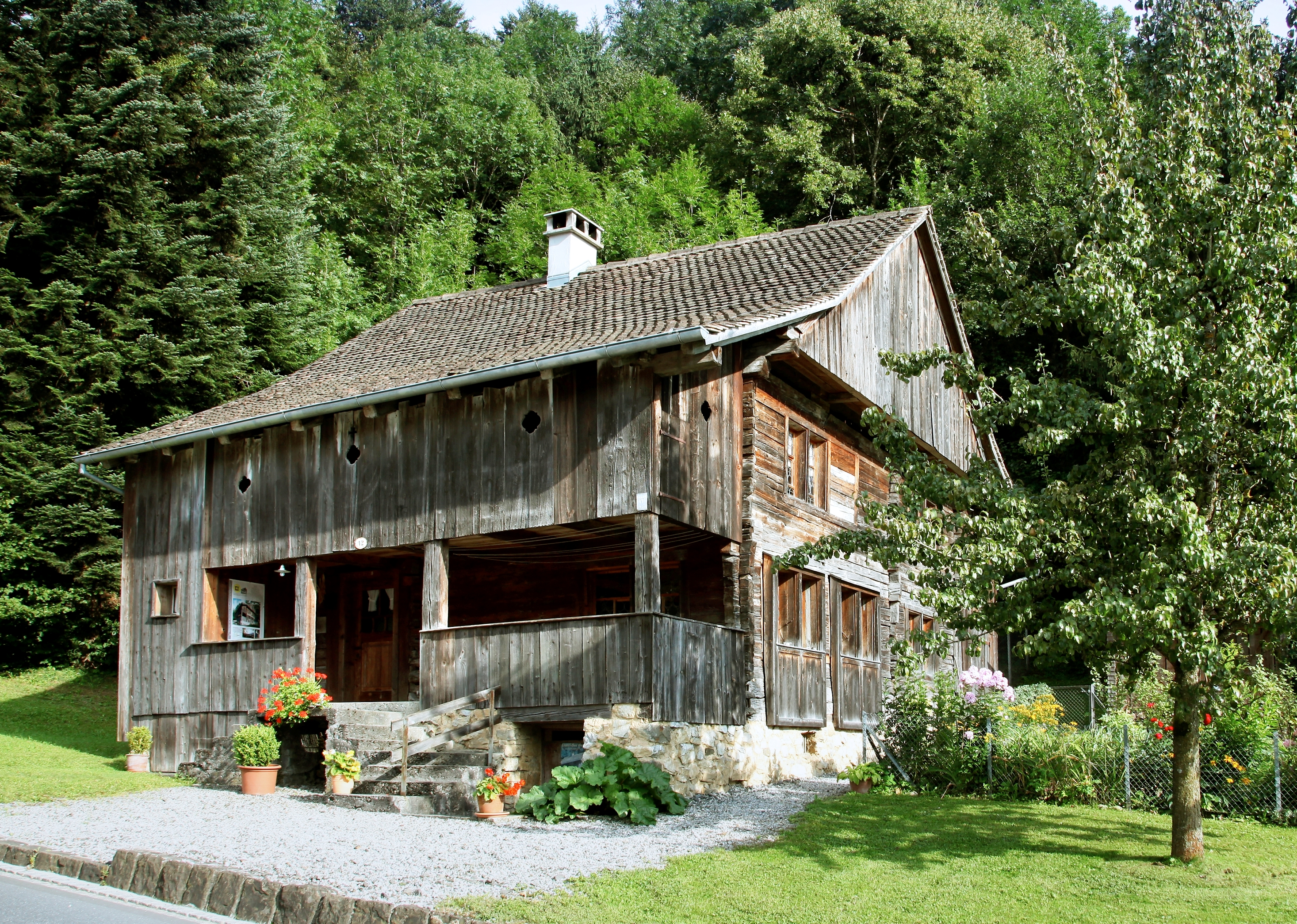
Aussenstelle: Bäuerliches Wohnhaus in Schellenberg

Das Museum umfasst neben Dauerausstellungen zur Geschichte und Landeskunde des Fürstentums Liechtenstein auch Wechselausstellungen mit spezifischen Themen.
Den Staatsfeiertag des Jahres 2012 nahm der international anerkannte Fotograf und Künstler Oliver Mark zum Anlass, die Atmosphäre der Festlichkeiten mit der Kamera einzufangen. Unter dem Titel „Oliver Marks Blick auf Liechtensteins Staatsfeiertag“ zeigte das Liechtensteinische Landesmuseum die 35 ausgewählten Fotoarbeiten vom 21. März bis 25. August 2013 in einer Einzelausstellung.
Ausserdem besitzt das Landesmuseum mit dem Postmuseum, der Schatzkammer Liechtenstein in Vaduz und einer Ausstellung in einem bäuerlichen Museum in Schellenberg drei Aussenstellen:
Das Postmuseum wurde im Jahr 1930 eröffnet und sammelt und konserviert seither wichtige Dokumente der Philatelie und Postgeschichte des Fürstentums Liechtenstein. Das Museum befindet im ersten Obergeschoss des Engländerbaus in Vaduz und wurde 2006 ins Landesmuseum eingegliedert. 2018 erfolgte eine Renovierung.
Im Erdgeschoss des Engländerbaus wurde 2015 die Schatzkammer Liechtenstein eröffnet. Sie zeigt besondere Leihgaben aus der fürstlichen Sammlung und Objekte aus dem Besitz des Landes.
Das bäuerliche Museum befindet sich im sogenannten Biedermann-Haus, einer der ältesten und besterhaltenen Holzwohnbauten in der Gemeinde Schellenberg. Das 1518 erbaute Gebäude gibt Einblicke in die Bauweise und Lebensweise der damaligen Zeit.